# Festung Novo Brdo
Die Festung Novo Brdo (serbisch Тврђава Ново Брдо Tvrđava Novo Brdo; albanisch Kalaja e Novobërdës oder auch Kalaja e Artanës) ist eine mittelalterliche serbische Burganlage im Kosovo. Die Ruinen liegen in der Nähe des Orts Novo Brdo rund 20 Kilometer östlich von Pristina. Die Festung wurde im späten 13. Jahrhundert erbaut, um die Gold-, Silber-, Eisen- und Kupferminen der Region zu schützen. Novo Brdo war vor allem für seine Silbervorkommen berühmt, im Mittelalter die größten Europas.

## Anlage

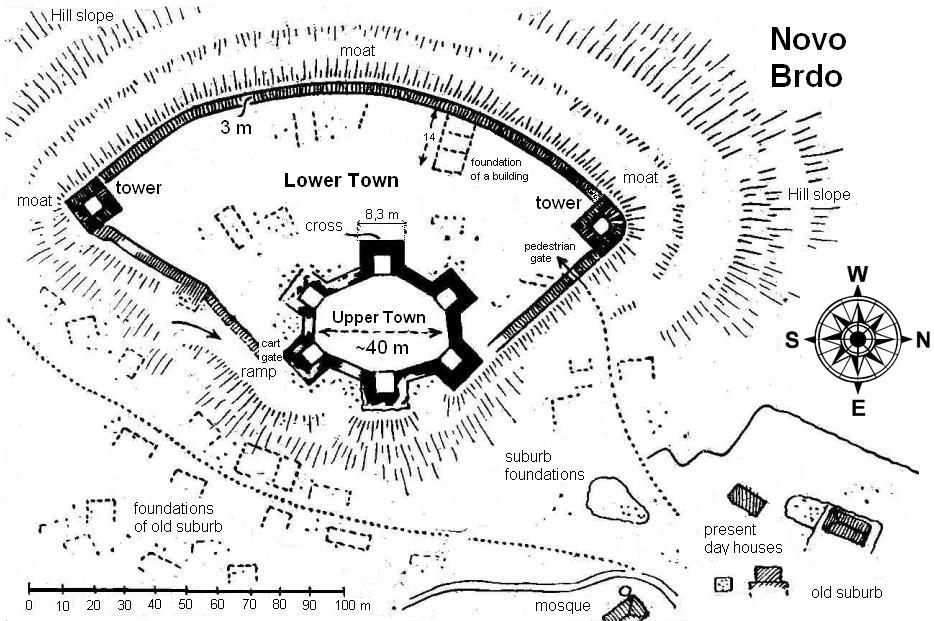
Plan der Anlage

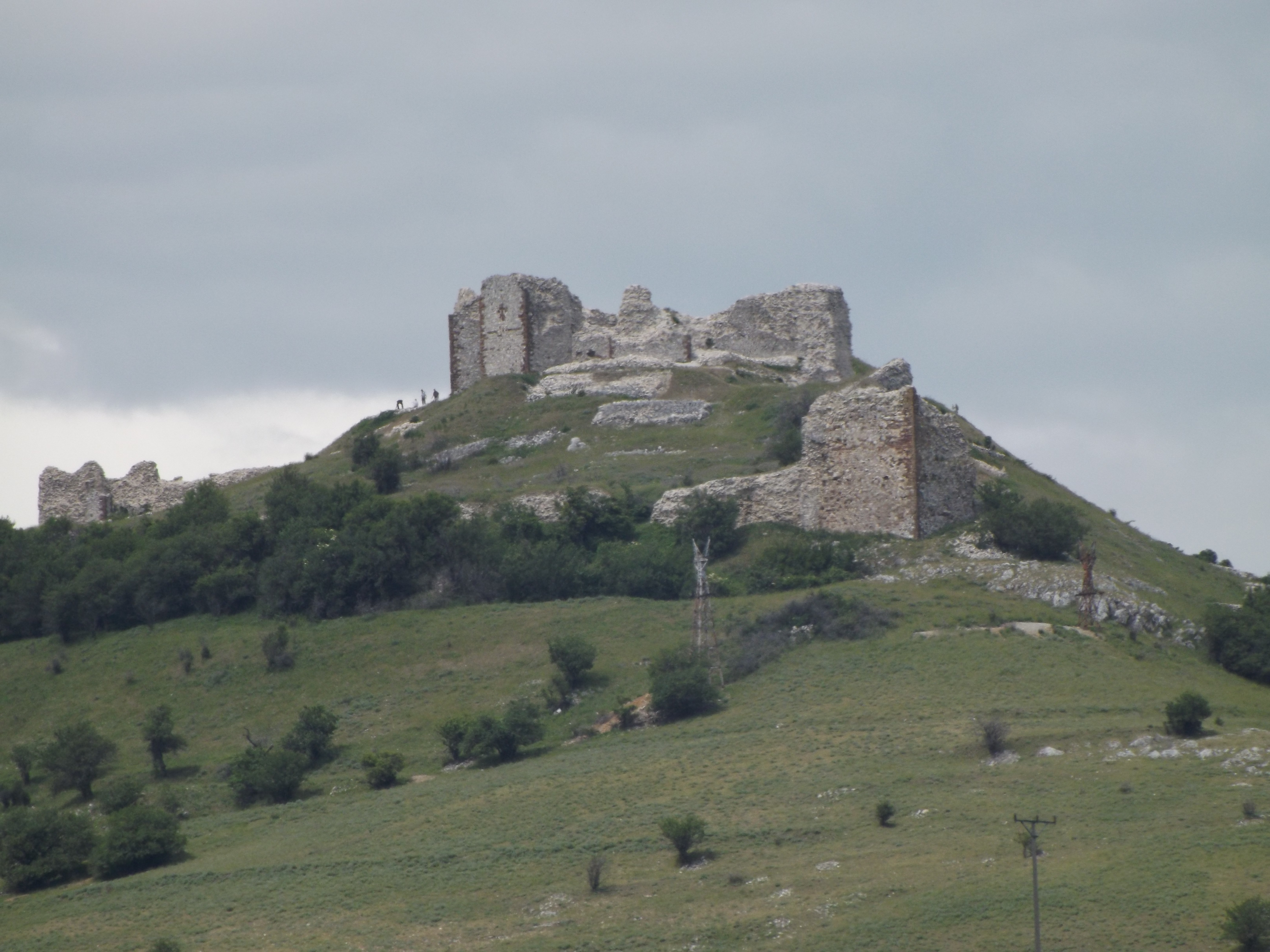
Türme der Unterstadt, darüber die Zitadelle

Die Festung besteht aus zwei Bereichen, der Oberstadt und der Unterstadt. Die Oberstadt besteht aus der Zitadelle mit sechs Türmen auf einem Vorgipfel (1090 m. i. J.) der Velika Planja (1260 m. i. J.) in vulkanischem Gestein. Westlich davon schließt sich die Unterstadt an, die neben dicken Mauern von zwei weiteren Türmen umgeben war. Im Osten und Südosten befand sich außerhalb der Mauern die Vorstadt (serbisch-kyrillisch Подграђе).
Innerhalb der Zitadelle liegt eine kleine einschiffige Kirche, der Palast sowie ein geheiztes Badehaus, das erst während der jüngsten Ausgrabungen gefunden wurde. In der Unterstadt lag die Stadtkathedrale des Heiligen Nikolaus, eines der bedeutendsten sakralen Bauwerke im Ausgang des serbischen Mittelalters.
In der Vorstadt, rund 200 Meter östlich der Zitadelle, lag die Stadtkathedrale des Heiligen Nikolaus, eines der bedeutendsten sakralen Bauwerke im Ausgang des serbischen Mittelalters.

### Kathedrale des Heiligen Nikolaus

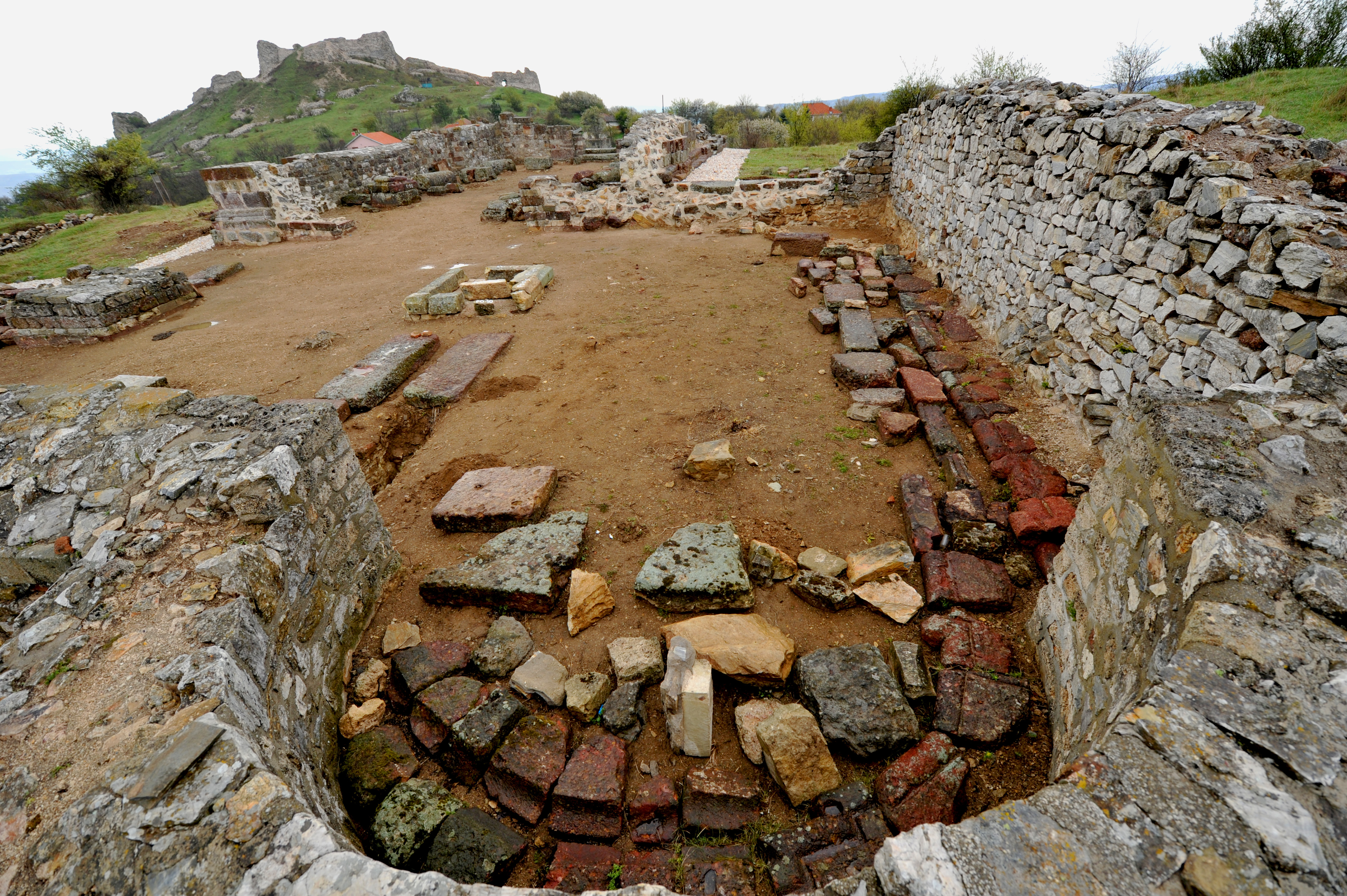
Kathedrale des Hl. Nikolaus. Blick von Osten. Im Vordergrund der basikale Anbau, im Hintergrund die ältere Bausubstanz einer Kreuzkuppelkirche

Die Grundmauern der Kathedrale des Heiligen Nikolaus wurden in zwei Grabungskampagnen 1957 sowie 2014 freigelegt. Die Kirche besteht aus einem einschiffigen älteren Bauwerk aus dem letzten Viertel des 14. Jahrhunderts und einem östlichen Anbau, an dem noch bis zur endgültigen osmanischen Eroberung gebaut wurde.
Die Kirche ist als orthodoxe Hauptkirche der Stadt Novo Brdo geplant worden. Sie sollte ebenfalls Sitz einer zukünftigen kirchlichen Eparchie sein. Mit dem Wachstum der Bevölkerung war die Kirche jedoch bald für die Bedürfnisse Novo Brdos zu klein. Ein ambitioniertes Erweiterungsvorhaben sollte die existierende Kirche nach Osten vergrößern. Der vorherige Bau würde als Narthex, die Erweiterung als Naos dienen.
Die Kathedrale bildet einen Höhepunkt serbischer Architektur des Mittelalters. Ihre aus sehr fein gearbeiteten Steinblöcken gefertigte Fassade hatte die Memorialkirchen der serbischen Könige in Studenica, Banjska, Visoki Dečani und Sveti Arhanđeli zum Vorbild. Die Fassaden dieser Kirchen wurden aus zwei bis drei verschiedenfarbigen Steinquadern, in Reihen von roter Brekzie und grünen Andesit, gebaut. Die Plastiken ordneten sich diesen massiven Blöcken unter, jedoch sind sie ein Element, das in den früheren Bauwerken noch nicht vorkam. So folgte die Fassadengestaltung dem Schema des kaiserlichen Memorialklosters in Prizren, Sveti Arhanđeli, jedoch mit neuen dekorativen Elementen, die erst mit dem Morava-Stil hinzukamen. Hierzu gehört die plastische Dekoration der Fassade. Der Reliefschmuck der Fenster, Archivolten und Rosetten gehört zum Stil der Bauwerke, die unter Fürst Lazar errichtet wurden. Der Bau wurde deshalb in die ersten Regierungsjahre Fürst Lazars datiert.
Der große Anbau konnte nur zu Teilen vollendet werden. Nur das mittlere und nördliche Schiff wurden gebaut. Das südliche Schiff blieb unvollendet. Dieser Anbau unterschied sich durch seinen basilikalen Grundriss vom Kreuzkuppelkirchentyp der älteren Kirche.

## Geschichte
Im 13. Jahrhundert begannen in Novo Brdo umfangreiche Bergwerksaktivitäten unter der Herrschaft von Stefan Vladislav (1234–1243), der Bergleute mit deutschen Wurzeln in die Region brachte. König Stefan Uroš II. Milutin, der 1282 bis 1321 regierte, ließ schon zu Beginn seiner Herrschaftszeit die Festung in Novo Brdo errichten. Zusammen mit dem Burgen von Prizrenac, zwölf Kilometer weiter im Südwesten, und Prilepac, 13 Kilometer im Südosten, bildete die Festung von Novo Brdo einen Verteidigungskomplex rund um die einträglichen Minenanlagen.
Erstmals erwähnt wurde der Ort 1319. Der Ort erlebte seinen Höhenpunkt zur Zeit des serbischen Despotats (1402–1459), als es nicht nur ein bedeutender Bergwerksort, sondern auch die zweitwichtigste Stadt Serbiens war. In der Stadt lebten größere Kolonien sächsischer Bergleute und Handelsleute aus Ragusa. Als regionaler Verwaltungssitz amtierten in Novo Brdo ein Woiwode und ein Gouverneur (kefalija), das zudem Pfalz der serbischen Könige war. Die Venezianer nannten die Stadt Novomonte, den sächsischen Bergleuten war sie als Nyeuberge geläufig.
Nach dem Verfall des serbischen Königtums 1371 fand sich Novo Brdo im Besitz des serbischen Territorialfürsten Lazar Hrebeljanović, der es den Nachfolgern König Vukašins entrissen hatte. Lazars Geburtsorts Prilepac sowie Novo Brdo bildeten die Stammterritorien der Fürstenfamilie Hrebeljanović. Fürst Lazar gehörte zum Hofadel der Kaiser Stefan Dušan und Stefan Uroš V. Nach dem Ableben von Uroš V. im Jahr 1371 verhandelte Lazar mit Vuk Branković, einem in der benachbarten Drenica ansässigen Fürstengeschlecht, die unter Uroš V. hohe staatliche Positionen einnahmen, ein politisches Bündnis, das die nachfolgenden Jahrzehnte der serbische Geschichte durch die beiden Fürstengeschlechter bestimmte. Lazars Fürstentum reichte 1379 von der Save und Donau im Norden bis Novo Brdo im Süden. Zwar hielt Vuk Branković, der Stiefsohn Lazars, ab 1371 den Großteil des Kosovo, jedoch verblieben die wichtige sakralen Kultstätten sowie Novo Brdo mit dem Norden der Metohija im Besitz Fürst Lazars.
Nach dem ersten Einfall der Osmanen 1386 in das Territorium Fürst Lazars wurden die Verteidigungsanstrengungen erhöht. Die Ragusaner Händler, die in Novo Brdo einen wichtigen Teil der Bevölkerung ausmachten, wurden aufgefordert, bei der Verstärkung der Verteidigungsmauern mitzuwirken. Wichtige Burgen im Fürstentum Lazars wurden in der Zeit erstmals mit Artilleriewaffen ausgerüstet. Mit Beginn der osmanischen Einfälle zu Beginn der 1380er Jahre wurde Novo Brdo zeitweiliger Aufenthaltsort der Metropoliten Gračanicas. Die Stadtkathedrale Novo Brdos dient in dieser Zeit als zweite Metropolie, die Bischöfe nennen sich Metropoliten von Lipljan und Novo Brdo.
1389 konnte der osmanische Vorstoß am Amselfeld gestoppt werden. Zwar hatte das Fürstentum unter Milica Hrebeljanović 1390 die Oberhoheit der Osmanen unter Bayezid I. anzuerkennen, das Fürstentum behielt jedoch seine Besitzungen. Aus den Einnahmen der Silberwerke in Novo Brdo hatte das Fürstentum unter Fürst Lazar ebenfalls seine Patronage über das wichtige Athoskloster Hilandar, das auf osmanischen Territorium lag, behalten. Nach dem Tode Lazars 1389 auf dem Amselfeld übernahm Vuk Branković diese Verpflichtung, wie er für kurze Zeit die Hochheit über die Kirche als auch den Primatstatus in der Nachfolge Fürst Lazars angenommen hatte. Erst Anfang des 15. Jahrhunderts wurden die Zuwendungen Novo Brdos an Hilandar wieder aufgenommen. Stefan Lazarević bestimmte 1405/06 das Hilandar jährlich 100 Liter (1 Liter entspricht 330 g ≈ 8 Dukaten) Silber aus den Bergwerken Novo Brdos erhalte.

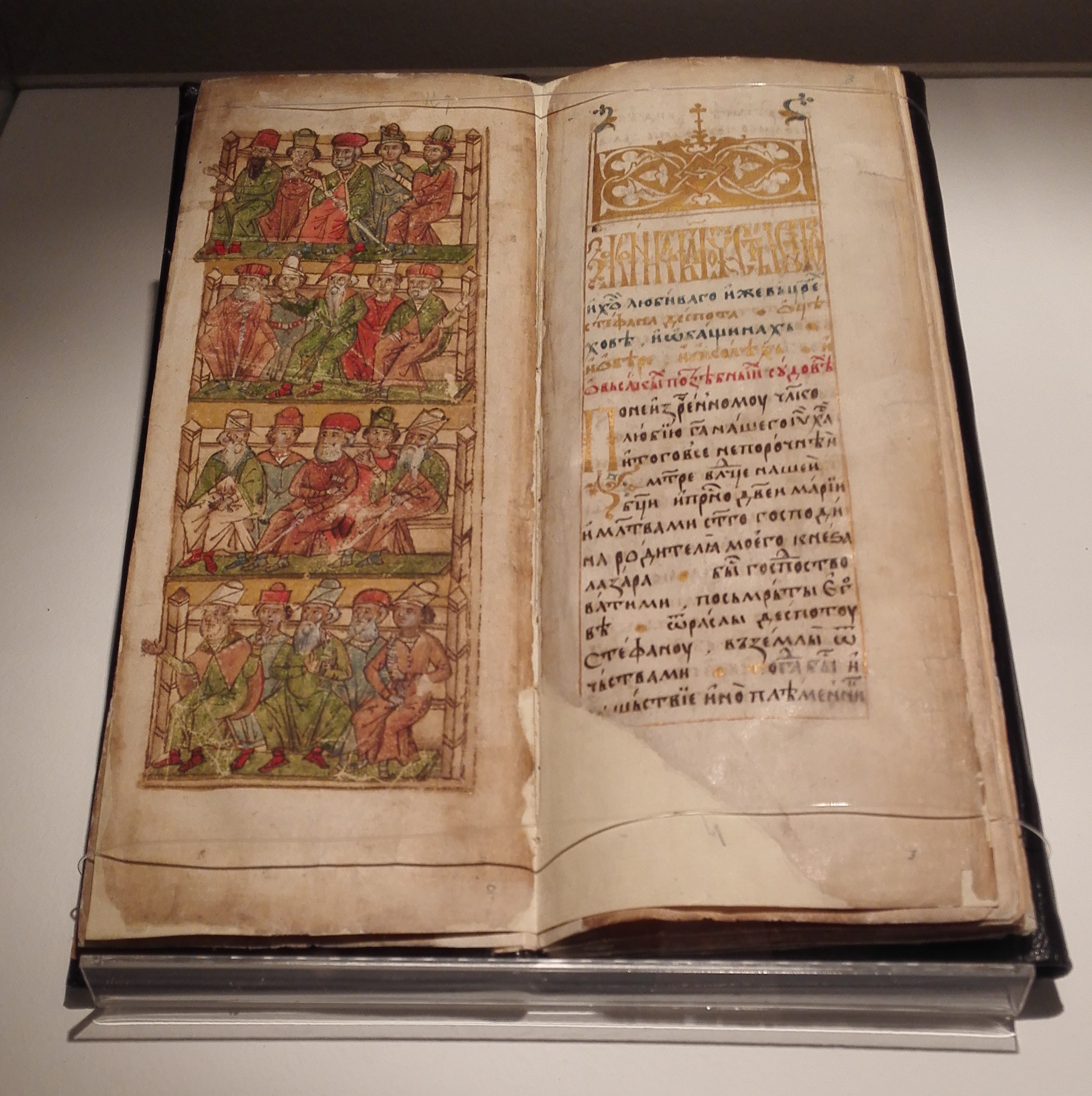
Statut der Stadt Novo Brdo – Zakon o rudnicima, 1412

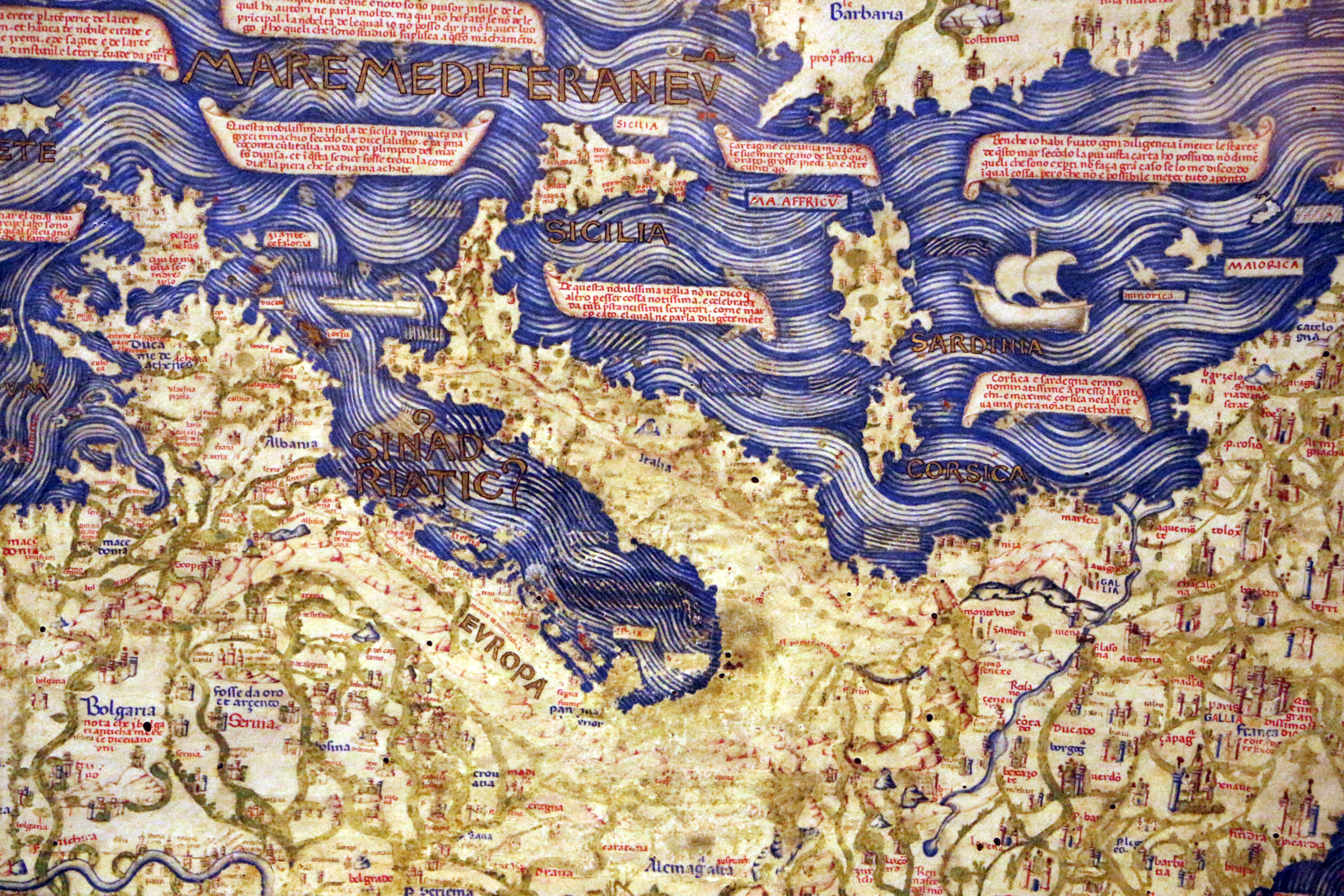
Novo Brdo galt im Mittelalter geläufig als Stadt des Goldes und Silbers. So in Fra Mauros Karte von 1459, in der zu Novo Brdo cotte da oro e argento steht

Die Stadt Novo Brdo erlangte ihre größten Wohlstand und Bedeutung erst nach der Schlacht auf dem Amselfeld. Sie war in ganz Europa ein Begriff für ihre Silber- und Goldminen geworden. Der in Venedig tätige Kamaldulenser Fra Mauro bildete – in seiner Planisphäre von 1459 – Novo Brdo inmitten Serbiens als Zentrum des Landes ab. Zu Novo Brdo steht dabei in großer blauer Schrift cotte da oro e argento (Gruben von Gold und Silber). Zu Anfang des 15. Jahrhunderts bekam die Stadt durch den Despoten Stefan Lazarević ein eigenes Statut und Stadtrecht, das im sogenannten Bergwerksgesetz („Zakon o rudnicima“, serb. Рударски законик деспота Стефана Лазаревића) von 1412 erhalten ist. Es ist das älteste erhaltene Statut einer serbischen Stadt. Die Silberminen Novo Brdos lieferten im 15. Jahrhundert zusammen mit denen in Rudnik und Srebrenica etwa 25 % des in Europa abgebauten Silbers. Die wirtschaftlichen Verflechtungen der Stadt reichten von Istanbul über Edirne, Serres, Sofia bis nach Italien. Novo Brdo bildete im 15. Jahrhundert auch ein kosmopolitisches Zentrum byzantinischer Gelehrtheit. Mit dem Spätwerk der Resava-Schule unter vollendeter osmanischer Herrschaft war der Ort kurze Zeit Zentrum der Synthese der slawo-byzantinischen Literatur, in der insbesondere Demetrios Kantakuzenos (1435–1487) und Wladislaw Gramatik sowie andere anonyme Autoren noch Ende des 15. Jahrhunderts eine letzte Anknüpfung an die byzantinische Literaturtradition (u. a. Abschriften von Pindars Olympischer Oden sowie Prometheus und Sieben gegen Theben von Aischylos) bewirkten.
Die Zitadelle in Novo Brdo diente im 15. Jahrhundert als Vorlage der Befestigung im Memorialkloster Stefan Lazarević Manasija. Schema und Anlage wurden repliziert.
Die Osmanen belagerten die Festung im Jahr 1412 erfolglos. Am 27. Juli 1441 ergaben sich die serbischen Verteidiger der Festung nach einer rund zweijährigen Belagerungszeit. Despot Đurađ Branković gelang es unter anderem mit ungarischer Hilfe im Jahr 1443, die Osmanen zu schlagen, worauf diese die Festung wieder räumten. Im Jahr 1455 eroberten die Osmanen erneut Novo Brdo. Eine Schilderung als Augenzeugenbericht ist durch Konstantin aus Ostrowitza, der in der Nähe geboren wurde und als Literat tätig war, überliefert:

„Als sich die Stadt ergeben hatte, […] ließ [der Sultan] die Knaben sich auf der einen Seite, die Weiber auf der anderen Seite sammeln […] 320 Knaben und 704 Weiber behielt der Sultan zurück; letztere verteilte er unter die Heiden [d.h. seine Männer], die Knaben aber zog er zu seinen Janitscharen ein und sandte sie übers Meer nach Anatolien, wo sie aufgezogen wurden. Auch ich wurde damals aus jener Stadt mit meinen zwei Brüdern in die Gefangenschaft geschleppt, ich, der dies alles aufgeschrieben hat.“

Der endgültige Verlust von Novo Brdo bedeutete das eigentliche Ende des serbischen Reiches, das Formal mit der Einnahme Smederevos 1459 zu Ende ging.
Ein Großteil der Bewohner wurde nach der Eroberung verschleppt, die zahlreichen Dörfer der Umgebung fielen wüst. Nur den im Bergbau arbeitenden Bewohnern wurde ein Bleiberecht gewährt. Den Osmanen gelang es, den Bergbau in den vormals serbischen Städten Novo Brdo, Srebrenica, Rudnik und Trepča aufrechtzuerhalten. Diese Bergbaustädte wurden auch nicht in größerem Ausmaß islamisiert. Mit der Ermöglichung eines gesicherten Einkommens und der rechtlichen Sicherheit der Bergwerksorte zogen hierin auch die Eparchen der Serbisch-Orthodoxen Kirche, die diese Orte früher unter der Herrschaft der Serbischen Despoten gemieden hatten. Novo Brdo wurde in osmanischen Dokumenten neben anderen Bergwerksorten als Sitz eines serbisch-orthodoxen Bischofs erwähnt. Auch die kleinen katholischen Gemeinden bleiben bestehen. Sie werden durch den Erzbischof von Bar betreut. Unter Süleyman I. erlebt der Bergbau einen Aufschwung, der mit dem aus der ersten Hälfte des 15. Jahrhunderts vergleichbar ist. Auch die umliegenden Dörfer wurden gefördert, da sie die Minen mit Holzkohle versorgten. Ende des 16. Jahrhunderts erfasste die ökonomische Krise des Osmanischen Reiches auch alle Bergwerkstädte. Die traditionellen und bedeutenden Minenorte wie Novo Brdo und Trepča verloren ihre Bedeutung. Nicht eine der Bergwerkstädte überdauerte die Zerstörungen im Großen Türkenkrieg (1683–1699).
Während des Großen Türkenkriegs wurde die aufgelassene Festung im Jahr 1686 von einem italienischen General in österreichischen Diensten mit Hilfe von serbischen Partisanen besetzt; die Osmanen eroberten die Anlage aber noch im gleichen Jahr zurück. In der Folge wurde der Bergbau in Novo Brdo eingestellt. 1892 verwendeten die Türken Steine der Festung für Bauten in Pristina.
Die Festung wurde 1948 zum Kulturdenkmal erklärt. 1952 startete die Serbische Akademie der Wissenschaften und Künste mit archäologischen Untersuchungen der Anlage. Reste von Verteidigungsanlagen, Gebäuden und Minen verteilen sich in der Gegend. Immer wieder ist es zu illegalen Grabungen gekommen.

## Ausgrabungen
Novo Brdo ist eine gut erhaltene archäologische Stätte. Burg und Stadt sind nicht durch Zerstörung, sondern nach der Abwanderung der Bevölkerung im 17. Jahrhundert allmählich verfallen. Auf Initiative der UNESCO wurde 2014 die konservatorische Sicherung des Ensembles und der Erneuerung der Befestigungsanlagen begonnen. Wissenschaftlicher Leiter war Marko Popović vom Serbischen Institut für Archäologie. Die konservatorische Arbeit an den Befestigungen leitete die Architektin Gordana Simić. Bis 2016 wurde die Zitadelle mit den dort vorgefundenen drei großen Bauwerken hergerichtet. Daran anschließend werden die Befestigungen der Unterstadt konservatorisch gesichert. Neben der kleinen Burgkapelle war die Entdeckung eines großen geheizten Bades eine große Überraschung. Es ist das erste solche Badehaus, das für die serbische Geschichte im Mittelalter belegt ist. Die Zitadelle konnte mit ihrem Inventar auf den Beginn des 14. Jahrhunderts datiert werden. Wie Marko Popović dabei berichtete, bestehen in Novo Brdo heute nur noch fünf ältere bewohnte Häuser mit türkischstämmigen Familien. Nach seinen Angaben lebten dagegen im 14. und 15. Jahrhundert zwischen 5000 und 10.000 Einwohner um die Festung. Damit hatte Novo Brdo mehr Einwohner als Dubrovnik (6.000 Einwohner).